# TOMOMI KAHALA FIRST LIVE TOUR 2001 〜待っててくれてアリガトウ〜
『TOMOMI KAHALA FIRST LIVE TOUR 2001 〜待っててくれてアリガトウ〜』は、華原朋美の2001年に開催した初の単独ライブの模様を収録したライブDVDおよびVHS。ワーナーミュージック・ジャパンより2001年12月12日発売。
2001年8月27日に赤坂BLITZで行われた華原朋美初の単独ライブ最終公演の模様を収録。

## 概要
2001年8月にデビュー7年目で初の単独ライブを実施した全7公演のライブツアーのうち、8月27日開催の赤坂BLITZ最終公演を収録。

### 日程
- 2001年8月9日(木)　名古屋ダイヤモンドホール
- 2001年8月10日(金)　Zepp Osaka
- 2001年8月12日(日)　Zepp Fukuoka
- 2001年8月17日(金)　Zepp Sendai
- 2001年8月19日(日)　Zepp Sapporo
- 2001年8月26日(日)　赤坂BLITZ
- 2001年8月27日(月)　赤坂BLITZ（追加公演）

## 収録曲
1. Just a real love night
2. Hate tell a lie
3. たのしく たのしく やさしくね
4. summer visit
5. Never Say Never
6. PRECIOUS（当時の新曲）
7. my family
8. Blue Sky
9. as A person
10. tumblin' dice
11. I'm proud
12. I BELIEVE （アンコール）
13. YOU DON'T GIVE UP（アンコール）

※実際には4と5の間で、前年休養中に『進ぬ!電波少年』の渡米修行企画「華原朋美全米デビューへの道」で歌った英語メドレー（I'm proud〜Top of the world〜Find my way back〜I BELIEVE）が披露されているが、著作権の都合で収録されていない。
また、最終公演のみ2回目のアンコールがあり、当時の新曲「PRECIOUS」が再度披露されているが、こちらも収録されなかった。
ボーナスクリップ　
- 「Never Say Never」プロモーションビデオ
- 「PRECIOUS」プロモーションビデオ
- 「あなたのかけら」プロモーションビデオ